# Bill Homeier
 Bill Homeier  és un pilot estatunidenc de curses automobilístiques nascut el 31 d'agost del 1918 a Rock Island, Texas.
Bill Homeier va córrer a la Champ Car a les temporades 1953-1955 i 1958-1960 incloent-hi la cursa de les 500 milles d'Indianapolis dels anys 1954 i 1960.Homeier va morir el 5 de maig del 2001 a Houston, Texas.

## Resultats a la Indy 500
| Any    | Cotxe  | Sortida | Vel. mitja | Ranking | Final  | Voltes | V. líder | Retirat   |
| ------ | ------ | ------- | ---------- | ------- | ------ | ------ | -------- | --------- |
| 1954   | 51     | 18      | 138.948    | 11      | 33     | 74     | 0        | Accident  |
| 1960   | 39     | 31      | 141.248    | 32      | 13     | 200    | 0        | Va acabar |
| Totals | Totals | Totals  | Totals     | Totals  | Totals | 274    | 0        |           |

| Curses       | 2 |
| Poles        | 0 |
| Voltes líder | 0 |
| Victòries    | 0 |
| Top 5        | 0 |
| Top 10       | 0 |
| Retirades    | 1 |

## A la F1
El Gran Premi d'Indianapolis 500 va formar part del calendari del campionat del món de la Fórmula 1 entre les temporades 1950 a la 1960.
Els pilots que competien a la Indy durant aquests anys també eren comptabilitzats pel campionat de la F1.
Bill Homeier va participar en 2 curses de F1, debutant al Gran Premi d'Indianapolis 500 del 1954.

### Palmarès a la F1
- Participacions: 2
- Poles: 0
- Voltes Ràpides: 0
- Victòries: 0
- Podiums: 0
- Punts vàlids per la F1: 0